# Rue Charles-Lamoureux
Ne doit pas être confondu avec Rue Charles-Moureu.
La rue Charles-Lamoureux est une voie du 16e arrondissement de Paris, en France.

## Situation et accès
La rue Charles-Lamoureux est une voie publique située dans le 16e arrondissement de Paris se trouvant au sein du quartier résidentiel de très haut standing dit « quartier de la Porte-Dauphine ». Elle débute au 23, rue Émile-Menier et se termine au 3, rue de Noisiel et au 25, rue Spontini.
Le quartier est desservi par la ligne 2 à la station Victor Hugo.

## Origine du nom

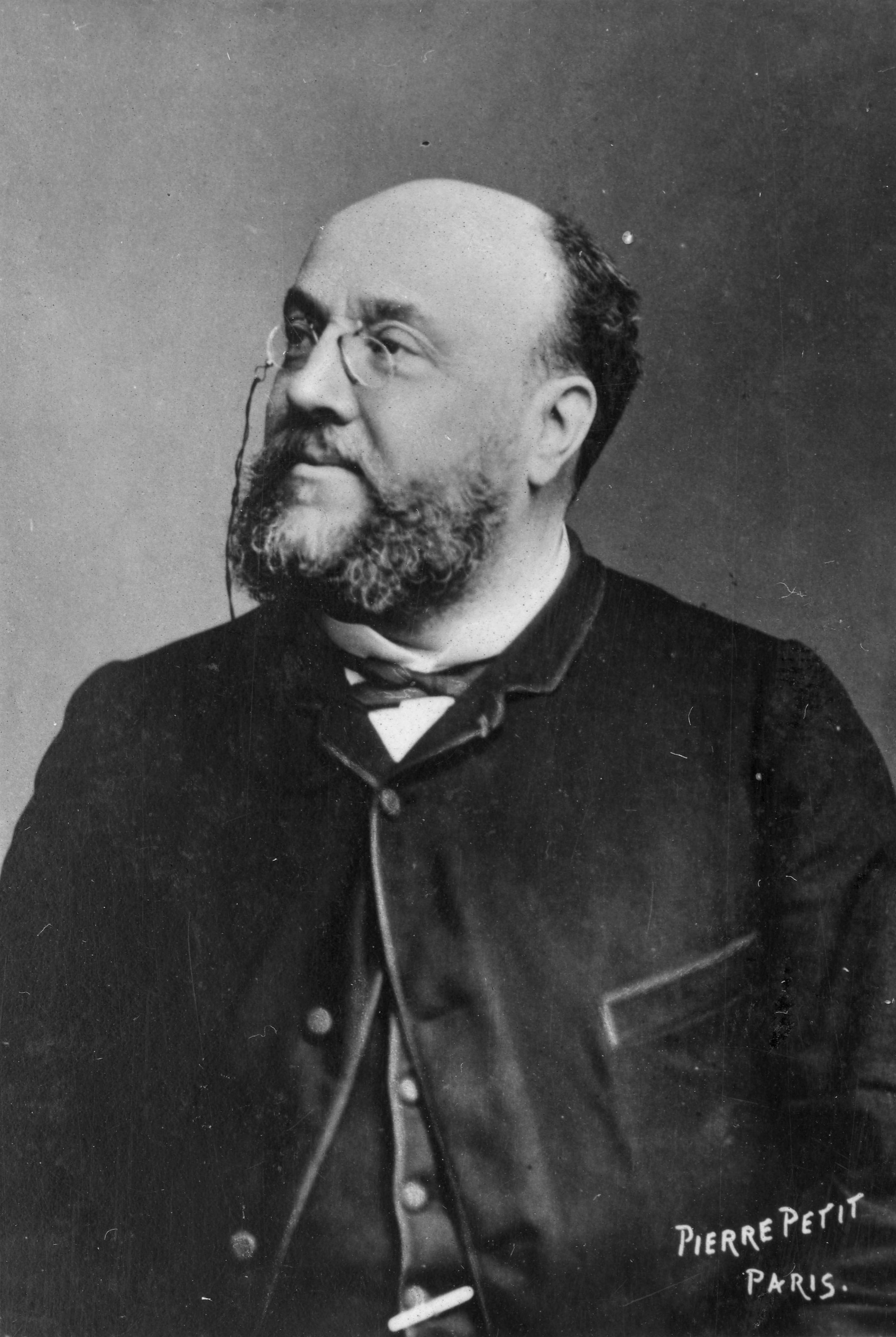
Charles Lamoureux.

Elle porte le nom du violoniste et chef d'orchestre français Charles Lamoureux (1834-1899),.

## Historique
Cette voie est ouverte sous sa dénomination actuelle en 1905 et est classée dans la voirie parisienne par un décret du 1er février 1913.

## Bâtiments remarquables et lieux de mémoire
- No 2 : ancien siège de l'ambassade de Libye en France.